# Пікаронес
Пікаронес (ісп. picarones) — страва перуанської кухні, десерт з батату або гарбузу.

## Історія
Пікаронес був створений під час колоніального періоду для заміни буньуело, який на той час був дорогим для приготування. Люди стали замінювати традиційні інгредієнти цієї страви на гарбуз та батат. Таким чином виник новий десерт, який швидко набрав популярності.

## Приготування
У рецепті пікаронесу використовується батат, який можна замінити гарбузом. У тісто для особливого смаку обов'язково додають аніс. Потім з тіста створюють невеликі пончики, що обсмажуються в киплячій олії..
Страва подається з сиропом із цукрової тростини — чанкака.

## Галерея

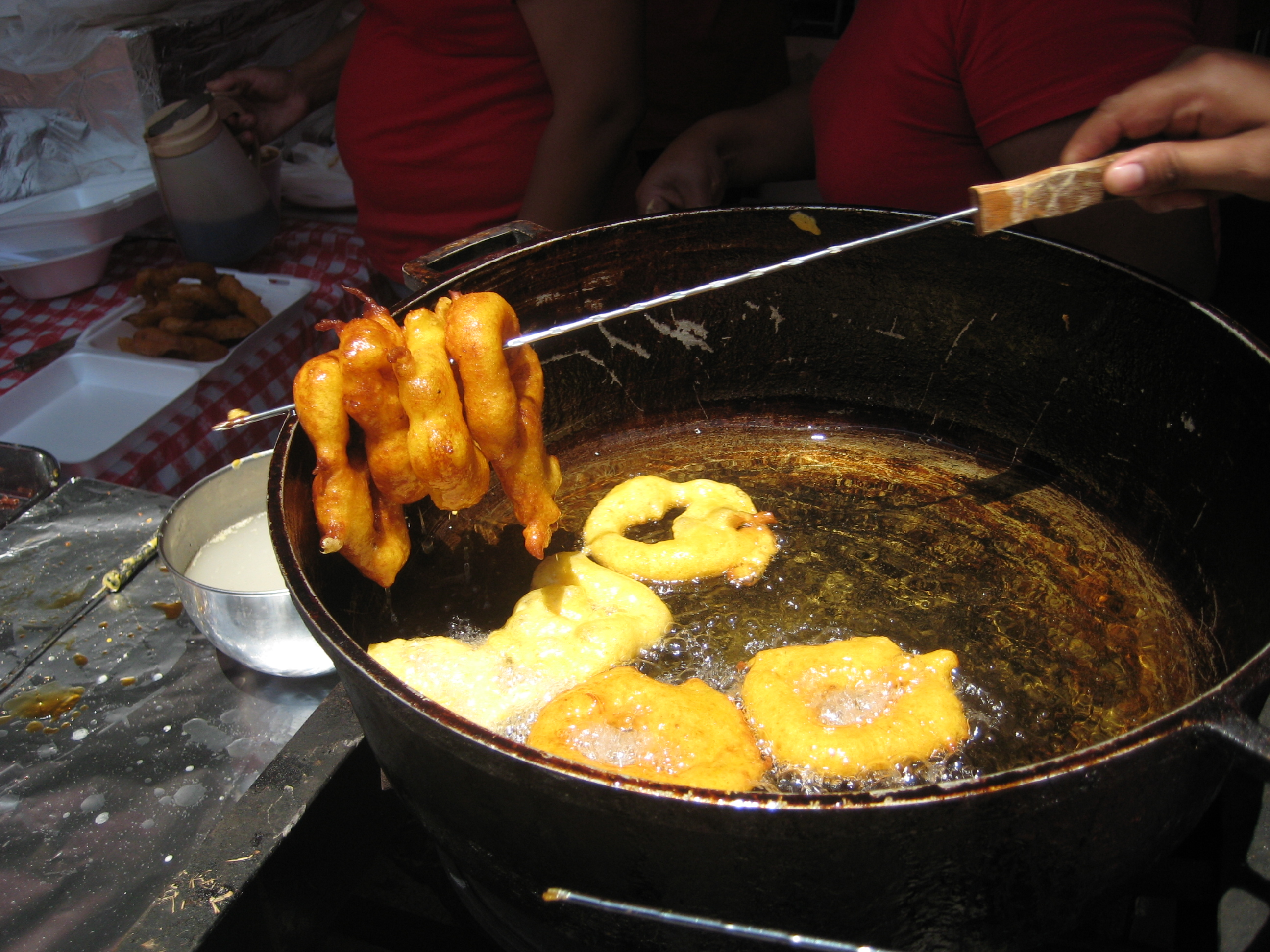
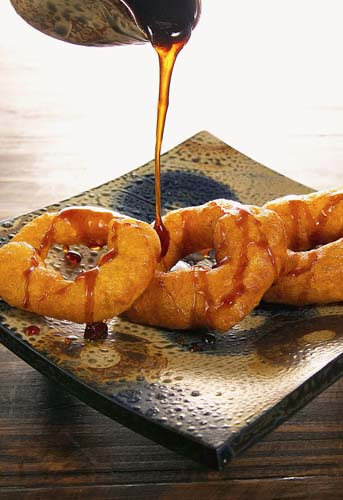